# Carol Greenwood
Pour les articles homonymes, voir Greenwood.
Carol Greenwood, née Haigh le 15 mars 1966, est une coureuse de fond anglaise spécialisée en course en montagne. Elle a remporté le titre de championne du monde de course en montagne 1986.

## Biographie
Elle remporte la première course féminine de Burnsall Classic en 1982 alors qu'elle n'a que 16 ans. Elle établit le record féminin en 16 min 34 s l'année suivante et qui tiendra jusqu'à ce que Victoria Wilkinson ne le batte en 2018,.
En 1984, elle termine septième aux championnats du monde féminins de course sur route à Madrid et y remporte la médaille d'or par équipes avc Carole Bradford et Debbie Peel.
En 1986, elle remporte la saison inaugurale des championnats d'Angleterre de fell running. Le 5 octobre 1986, elle confirme sa bonne saison en remportant le Trophée mondial de course en montagne à Morbegno en battant l'une des favorites locales, Valentina Bottarelli.
Elle se marie et met sa carrière sportive entre parenthèses. Elle fait son retour en 1993 et remporte son deuxième titre de championne d'Angleterre en dominant la saison. Elle décroche la médaille de bronze au trophée mondial à Gap et l'argent au classement par équipes. Elle remporte sa second victoire à la course du Snowdon et établit le record féminin du parcours en 1 h 12 min 48 s, qui tient toujours.
Elle effectue une seconde pause pour donner naissance à sa fille, puis effectue son retour en 1997. Elle décroche la médaille d'argent au trophée européen 1997 à Ebensee et double la mise au classement par équipes.

## Palmarès

### Route
| Année | Compétition                                        | Lieu   | Place | Épreuve       | Performance |
| ----- | -------------------------------------------------- | ------ | ----- | ------------- | ----------- |
| 1984  | Championnats du monde féminins de course sur route | Madrid | 7e    | 10 kilomètres | 34 min 8 s  |

### Course en montagne
| no   | féminin            | Course                                 | Longueur | Départ            | Temps           |
| ---- | ------------------ | -------------------------------------- | -------- | ----------------- | --------------- |
|      | Médaille d'argent  | Course de montagne du Danis            | 10,4 km  | 6 juillet 1986    | 50 min 8 s      |
|      | Médaille d'or      | Course du Snowdon                      | 16,1 km  | 19 juillet 1986   | 1 h 14 min 36 s |
| 1re  | Médaille d'or      | Trophée mondial de course en montagne  | 7,35 km  | 5 octobre 1986    | 34 min 13 s     |
| 1re  | Médaille d'or      | Trophée Vanoni                         | 5 km     | octobre 1986      | 21 min 48 s     |
|      | Médaille de bronze | Sierre-Zinal                           | 31 km    | 14 août 1988      | 3 h 24 min 35 s |
|      | Médaille d'argent  | Neirivue-Moléson                       | 20 km    | 21 août 1988      | 2 h 1 min 41 s  |
|      | Médaille de bronze | Course du Cervin                       | 12 km    | 28 août 1988      | 1 h 14 min 16 s |
|      | Médaille d'or      | Saint-Julien-Le Salève                 | 19 km    | 18 septembre 1988 | 1 h 24 min 18 s |
| 106e | Médaille d'argent  | Course du Ben Nevis                    | 14 km    | 7 septembre 1991  | 2 h 4 min 41 s  |
|      | Médaille de bronze | Three Peaks Race                       | 37,4 km  | 26 avril 1992     | 3 h 48 min 6 s  |
| 78e  | Médaille d'or      | Course du Ben Nevis                    | 14 km    | 5 septembre 1992  | 1 h 53 min 25 s |
|      | Médaille d'or      | Three Peaks Race                       | 37,4 km  | 25 avril 1993     | 3 h 39 min 50 s |
|      | Médaille d'or      | Course du Snowdon                      | 16,1 km  | 24 juillet 1993   | 1 h 12 min 48 s |
| 3e   | Médaille de bronze | Trophée mondial de course en montagne  | 7,94 km  | 5 septembre 1993  | 37 min 27 s     |
| 1re  | Médaille d'or      | Trophée Vanoni                         | 5 km     | octobre 1993      | 23 min 21 s     |
|      | Médaille d'or      | Three Peaks Race                       | 37,4 km  | 27 avril 1997     | 3 h 34 min 39 s |
| 2e   | Médaille d'argent  | Trophée européen de course en montagne | 7,0 km   | 6 juillet 1997    | 50 min 6 s      |
|      | Médaille d'or      | Course du Snowdon                      | 16,1 km  | 26 juillet 1997   | 1 h 16 min 11 s |
| 5e   | 5e                 | Trophée mondial de course en montagne  | 7,8 km   | 7 septembre 1997  | 41 min 58 s     |
|      | Médaille d'or      | Three Peaks Race                       | 37,4 km  | 26 avril 1998     | 3 h 34 min 16 s |
| 5e   | 5e                 | Trophée européen de course en montagne | 7,8 km   | 5 juillet 1998    | 36 min 38 s     |
| 10e  | 10e                | Trophée mondial de course en montagne  | 8,27 km  | 20 septembre 1998 | 48 min 52 s     |
|      | Médaille de bronze | Course de montagne du Hochfelln        | 8,9 km   | 4 octobre 1998    | 51 min 29 s     |

## Records
| Épreuve       | Performance     | Date             | Lieu      |
| ------------- | --------------- | ---------------- | --------- |
| 3 000 mètres  | 9 min 25 s 73   | 29 juillet 1984  | Haugesund |
| 5 000 mètres  | 15 min 51 s 62  | 26 mai 1985      | Antrim    |
| 10 000 mètres | 33 min 34 s 96  | 12 juin 1994     | Sheffield |
| 5 kilomètres  | 16 min 14 s     | 21 mai 1994      | Aberdeen  |
| 10 kilomètres | 34 min 8 s      | 11 novembre 1984 | Madrid    |
| Marathon      | 2 h 58 min 45 s | 30 octobre 1988  | Chicago   |